# Operace Tiger

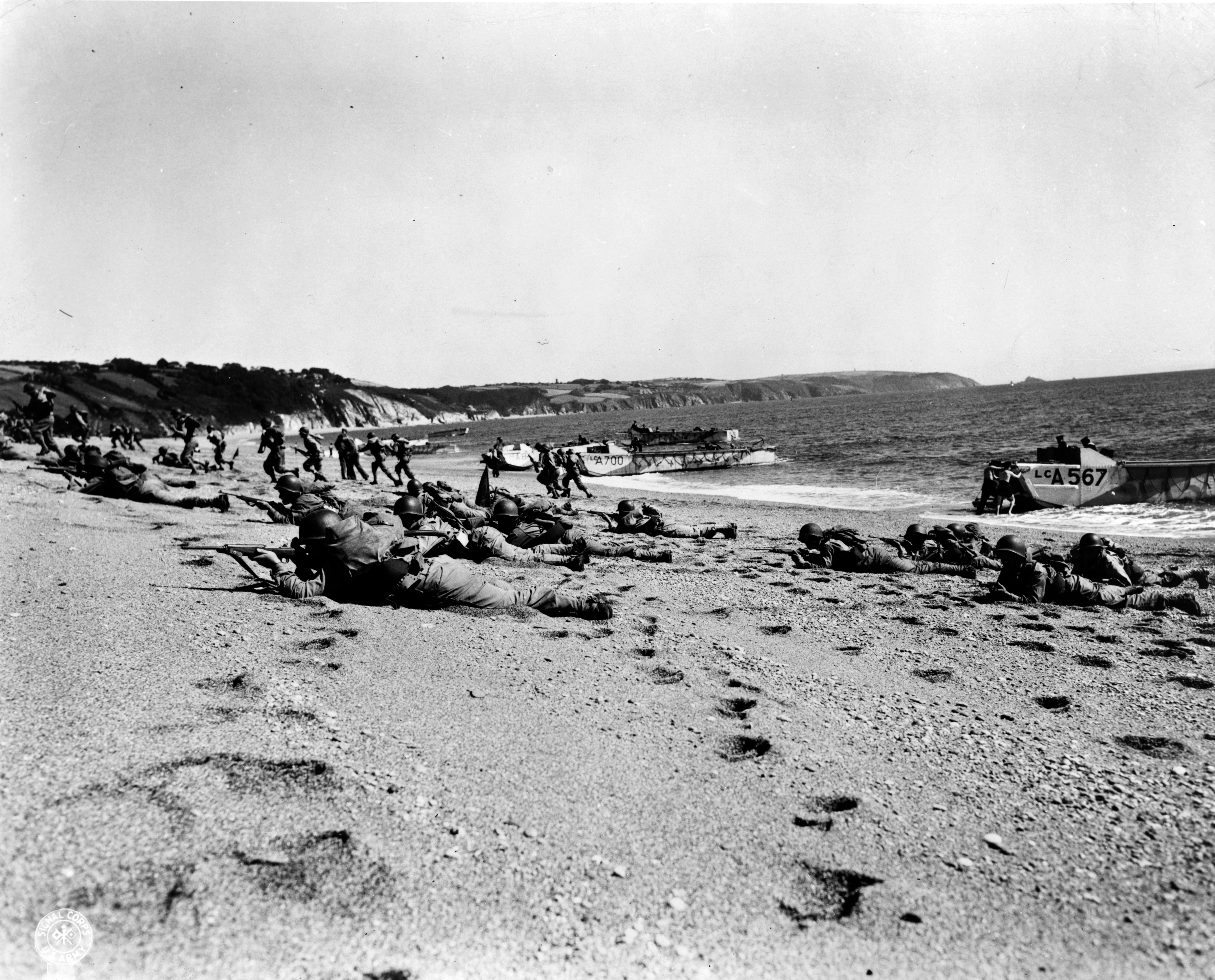
Cvičení na pláži u Slaptonu

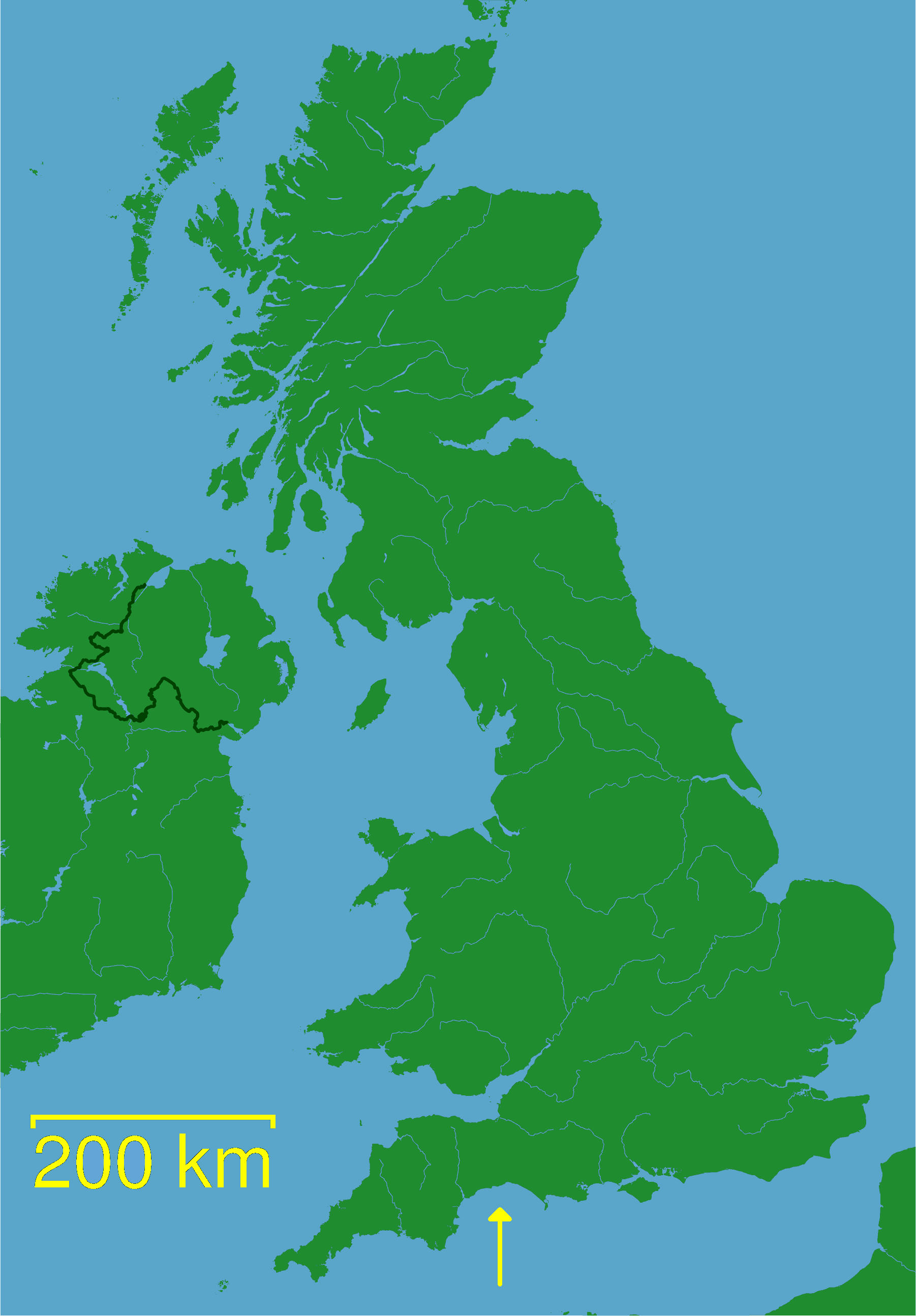
Poloha zátoky Lyme

Operace Tiger nebo také cvičení Tiger bylo jedním z tajných cvičení britských a amerických vojsk na invazi do Normandie. Cvičení probíhalo od 22. do 30. dubna 1944 na pláži poblíž městečka Slapton v hrabství Devon v jihozápadní Anglii a došlo při něm k řadě potíží, jež měly za následek mnoho obětí na životech. Pláž u Slaptonu byla vybrána pro svou podobnost s pláží Utah.

## Příprava
Koncem roku 1943 ustanovila britská vláda v jižním Devonu jako cvičnou oblast Slapton Sands pro americké oddíly, jež měly za úkol vylodění na pláži Utah. Místní pláž byla stejně jako Utah oblázková, za ní byl pás země a pak jezero. Z oblasti Slaptonu byly kvůli cvičení evakuovány přibližně 3,000 místních obyvatel. Na cvičné vylodění bylo na devíti velkých lodích připraveno 30,000 vojáků. O ochranu se staralo Britské královské námořnictvo přímo v ústí zátoky Lyme spolu s torpédovými čluny, které hlídaly oblast Cherbourgu, kde měly základnu německé S-Booty.

## Incident s přátelskou palbou
Cvičení bylo naplánováno tak, že jeho součástí byla i střelba. Posádky si měly zvyknout na pohled, zvuk i pach námořního bombardování, proto se měla během vlastního přistání spustit palba. Ze stejného důvodu měly nad hlavy vojáků pálit ostrou municí i pozemní síly. Jelikož generál Dwight D. Eisenhower byl názoru, že posádka se musí tužit vystavením podmínkám reálné bitvy, bylo spuštění palby v čase 50 minut před plánovaným vyloděním nařízeno i americkým lodím.
K některým vyloďujícím se posádkám se však nedostala informace amerického admirála Dona P. Moona o posunutém zahájení cvičení (ze 7:30 na 8:30), jež bylo způsobeno zpožděním několika lodí. Při vylodění v původně naplánovaném čase se tak druhá vlna dostala pod palbu, při které přišel o život nebo byl zraněn neznámý počet vojáků, kolovaly však zprávy o tom, že při této přátelské palbě bylo zabito až 450 mužů.

## Tragédie z 28. dubna
28. dubna v brzkých ranních hodinách se v zátoce Lyme ke spojeneckému konvoji připravujícímu se na nácvik vylodění přiblížilo devět německých rychlých člunů, kterým se podařilo vyhnout se britským radarům. Německé lodě vypálily torpéda, z nichž 3 zasáhla cíle, a odpluly beze ztrát zpět. Konvoji 8 amerických výsadkových lodí měly zajišťovat bezpečnost 2 britské doprovodné lodě, z nichž se jedna zpozdila. Dva výsadkové čluny se potopily a dva byly poškozeny.
Při nepovedením cvičení zemřelo 749 amerických vojáků, což je více, než kolik jich zemřelo na pláži Utah; některé zdroje dokonce uvádějí počty mrtvých blížící se tisíci. Incident byl utajen, aby neohrozil průběh plánované invaze do Normandie, a v tajnosti byl udržován po dalších 30 let.